# Turuchanskij rajon
Il Turuchanskij rajon è un rajon (distretto) del kraj di Krasnojarsk, nella Russia siberiana settentrionale; il capoluogo è la cittadina di Turuchansk.